# كريس جونسون (ملاكم)
كريس جونسون (بالإنجليزية: Chris Johnson) (و. 1971  م) هو ملاكم كندي، شارك في الألعاب الأولمبية الصيفية 1992.
.

## روابط خارجية
- كريس جونسون على موقع بوكس ريك (الإنجليزية) (registration required)
- كريس جونسون على موقع اللجنة الأولمبية الدولية (الإنجليزية)
- كريس جونسون على موقع أوليمبيديا (الإنجليزية)
- كريس جونسون على موقع اللجنة الأولمبية الكندية (الإنجليزية)